# 普兰店振兴街站
普兰店振兴街站是大连地铁13号线的地铁站，位于中华人民共和国辽宁省大连市普兰店区振兴街与海洋路交叉口西北侧，为13号线北端终点站，亦是大连地铁系统中目前最北端的车站，于2021年12月28日开通。

## 车站结构
普兰店振兴街站平行于振兴街南北设置，为地上二层岛式站台车站，车站地面为站厅层，地上二层为站台层，站台设置半高站台门。车站北侧设有两条出入段线，接入张店车辆段。
| 地上二层          | 站台         | \| \| \| █ 13号线落客 \| \| 島式 · 開左邊车门 \| \| \| \| \| \| █ 13号线往开发区（普兰店开发区） \| |
| 地面              | 出入口及站厅 | A、B出入口、客服中心、自动售票机、验票机                                                            |
|                   |              | █ 13号线落客                                                                                        |
| 島式 · 開左邊车门 |              | |
|                   |              | █ 13号线往开发区（普兰店开发区）                                                                    |

## 车站出口
普兰店振兴街站共设2个出口，各出口及周围设施如下所示：
| 出口编号            | 照片 | 出口指示 | 建议前往的目的地                                 |
| ------------------- | ---- | -------- | ------------------------------------------------ |
| A · 出口 · （设有） |      | 海洋路   |                                                  |
| B · 出口 · （设有） |      | 振兴街   | 大连消防支队第四十四中队，大连固特异轮胎有限公司 |
| 图例： 设有         |      |          |                                                  |

## 接驳交通

### 公交车
- 海珠路：普兰店110路

## 车站历史
车站建设时期工程名为振兴路站，开通前确定以普兰店振兴街站作为车站正式名称。
- 2021年12月28日，车站随13号线一期通车开通[1]，为北端终点站。